# 竜宮町 (名古屋市)
- 竜宮町[1]
- 龍宮町[2]

竜宮町（りゅうぐうちょう）は、愛知県名古屋市港区の町名。丁番を持たない単独町名である。住居表示未実施地域。

## 地理
名古屋市港区東部に位置する。東は南区、西は東築地町、南は大江町、北は木場町に接する。

## 歴史

### 町名の由来
実業家山田才吉が当地に手がけた名古屋教育水族館の浦島太郎伝説の竜宮をモチーフにした竜宮門という出入口の門が由来とされる。。

### 沿革
- 1937年（昭和12年）11月1日 - 港区東築地の一部により、同区竜宮町として成立[3]。

## 世帯数と人口
2019年（平成31年）3月1日現在の世帯数と人口は以下の通りである。
| 町丁   | 世帯数 | 人口  |
| ------ | ------ | ----- |
| 竜宮町 | 98世帯 | 216人 |

### 人口の変遷
国勢調査による人口の推移
| 1995年（平成7年）  | 338人 | [ 10 ] |  |
| 2000年（平成12年） | 324人 | [ 11 ] |  |
| 2005年（平成17年） | 309人 | [ 12 ] |  |
| 2010年（平成22年） | 242人 | [ 13 ] |  |
| 2015年（平成27年） | 222人 | [ 14 ] |  |

## 学区
市立小・中学校に通う場合、学校等は以下の通りとなる。また、公立高等学校に通う場合の学区は以下の通りとなる。
| 番・番地等 | 小学校                 | 中学校               | 高等学校 |
| ---------- | ---------------------- | -------------------- | -------- |
| 全域       | 名古屋市立東築地小学校 | 名古屋市立東港中学校 | 尾張学区 |

## 交通
- 愛知県道225号名古屋東港線[8]
- 国道23号（名四国道）竜宮インターチェンジ[8]

## 施設
- 大同特殊鋼築地工場[8]
- 大同ステンレス名古屋工場[8]
- 名古屋市営竜宮荘[8]
- 東レ社宅[8]
- 東築地派出所[8]
- 東レグラウンド
- MHIエアロスペースロジテム

## その他

### 日本郵便
- 郵便番号 : 455-0022[6]（集配局：名古屋港郵便局[17]）。